# Sketchbook

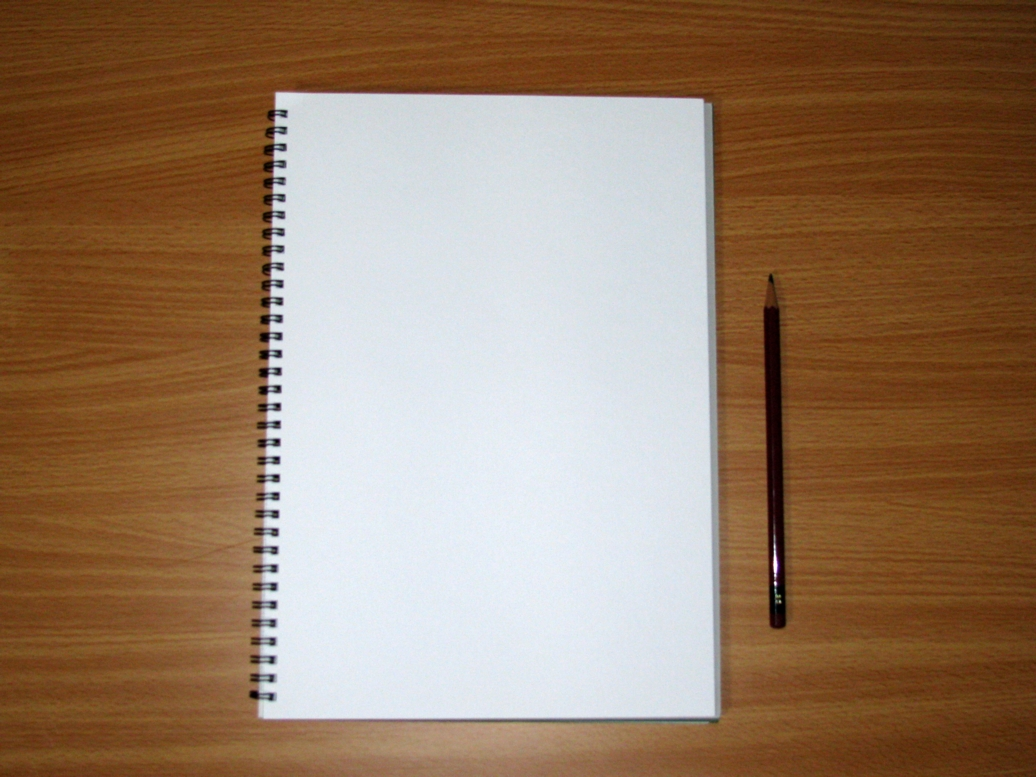
Exemplo de sketchbook

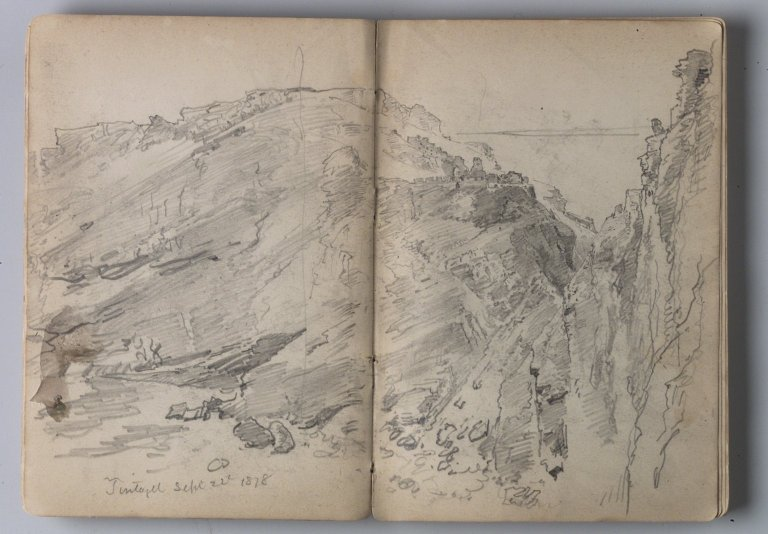
"Sketchbook of English Landscape and Coastal Scenery," pelo artista William Trost Richards, no Brooklyn Museum.

Um esboceiro ou rabisqueiro (ou no estrangeirismo sketchbook) é um livro ou um caderno com páginas em branco para desenhar esboço e é frequentemente utilizado por artistas para desenhar ou pintar como parte de seu processo criativo. Também são comuns os sketchbooks de artistas famosos vendidos para colecionadores.
No Japão, fãs costumam levar sketchbooks em convenções de dōjinshis (mangás independentes ou fanzines) para conseguir desenhos de seus artistas favoritos.

A exibição de sketchbooks no Museu de Arte Fogg da Universidade de Harvard em 2006 sugeriu que havia duas grandes categorias para classificar os esboços:
- Observação: concentra-se na documentação do mundo externo e inclui muitos estudos e esboços sobre viagens e natureza, que registram as viagens de um artista.
- Invenção: segue as digressões e jornadas internas dos artistas à medida que desenvolvem idéias composicionais.

## Tipos de sketchbooks
Os sketchbooks vêm em uma ampla variedade de formas e tamanhos, com capas variadas e diferentes números de páginas. Os sketchbooks começaram como uma maneira de fornecer um suprimento prontamente disponível de papel de desenho na forma conveniente de um livro. O final do trabalho encontrado no sketchbook varia muito de artista para artista, com alguns tendo desenhos muito simples e muitas anotações, e outros tendo imagens muito trabalhadas. Com o tempo, pode permitir que outras pessoas vejam o progresso do artista, conforme seu estilo e habilidades se desenvolvem. Muitos artistas personalizam seus cadernos decorando as capas. Às vezes, os esboços são removidos dos sketchbooks.
Os sketchbooks feitos de papel de alta qualidade, diferenciados por peso (referente à densidade das folhas) e dente (também chamado de grain), permitem o uso de uma ampla variedade de técnicas, desde desenhos a lápis, aquarela a lápis colorido, para caneta e tinta, e assim por diante. Certas características do papel podem ser mais desejáveis para uso com certos meios. O papel de caderno vem em uma variedade de tons, variando de branco puro a creme, e inclui variedades menos comuns, como o cinza.
Nas exposições de arte contemporânea, bem como nas retrospectivas históricas, os registros íntimos e efêmeros são cada vez mais valorizados, resultando na exibição de cadernos de desenho ao lado de obras de arte "acabadas".
A tecnologia da computação permitiu o desenvolvimento de cadernos digitais.